# Wymagania biznesowe
Wymagania biznesowe – ich celem jest określenie potrzeb biznesowych projektu, a także kryteriów jego sukcesu. Wymagania biznesowe opisują, dlaczego projekt jest potrzebny, komu przyniesie korzyści, kiedy i gdzie się odbędzie oraz jakie standardy zostaną wykorzystane do jego oceny. Wymagania biznesowe zazwyczaj nie określają sposobu realizacji projektu, wymagania biznesowe nie obejmują szczegółów wdrożenia projektu.